# Holbeinpferd
Holbeinpferd is de informele naam van de 1.90 meter grote betonnen sculptuur van een paard in Freiburg im Breisgau, Baden-Württemberg, Duitsland.
Het is een werk uit 1936 van de Duitse beeldhouwer Werner Gürtner en staat sinds de jaren 1950 tussen Günterstal- en Holbeinstrasse in de wijk Wiehre. Het kreeg bekendheid omdat het sinds de jaren 1970 geregeld door onbekenden opnieuw beschilderd wordt.

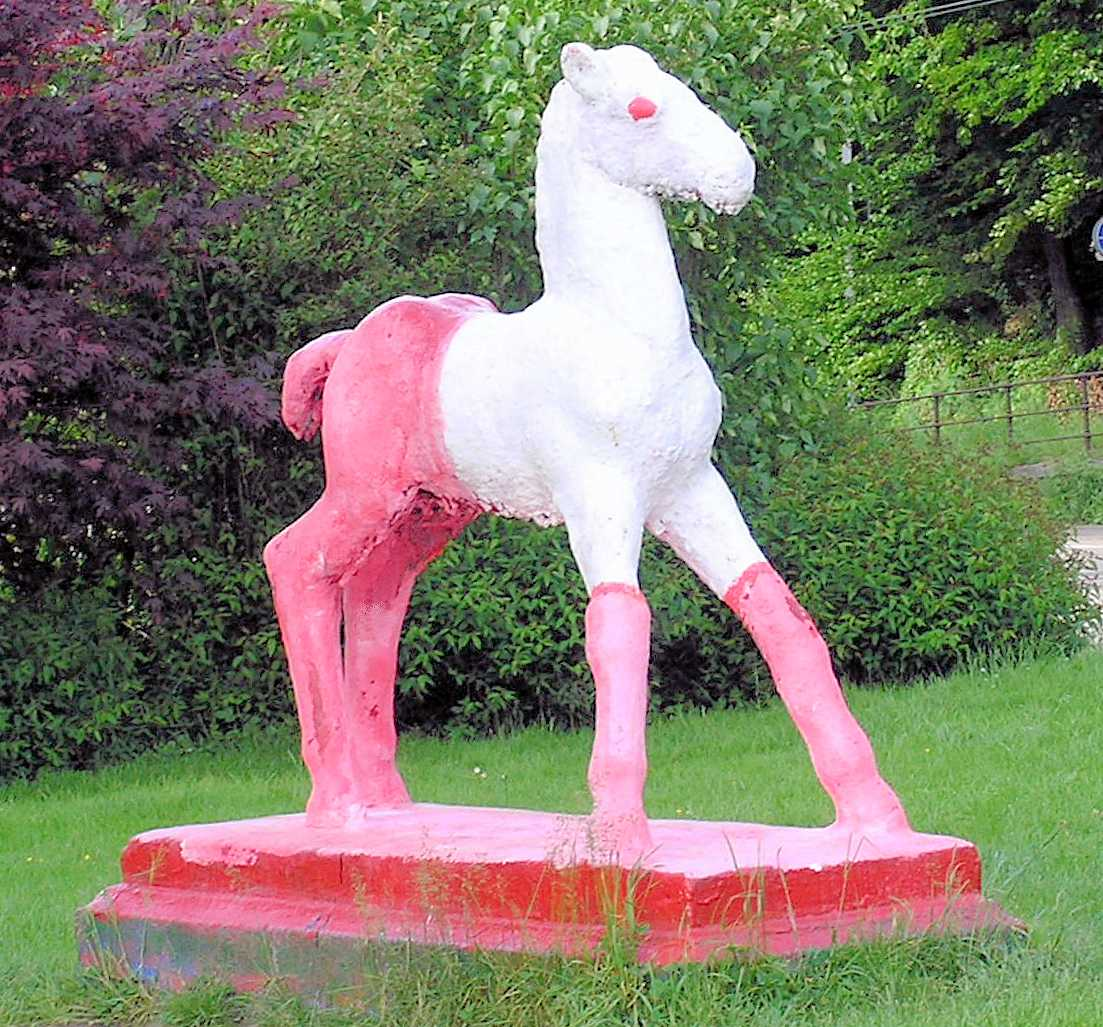
In 2006
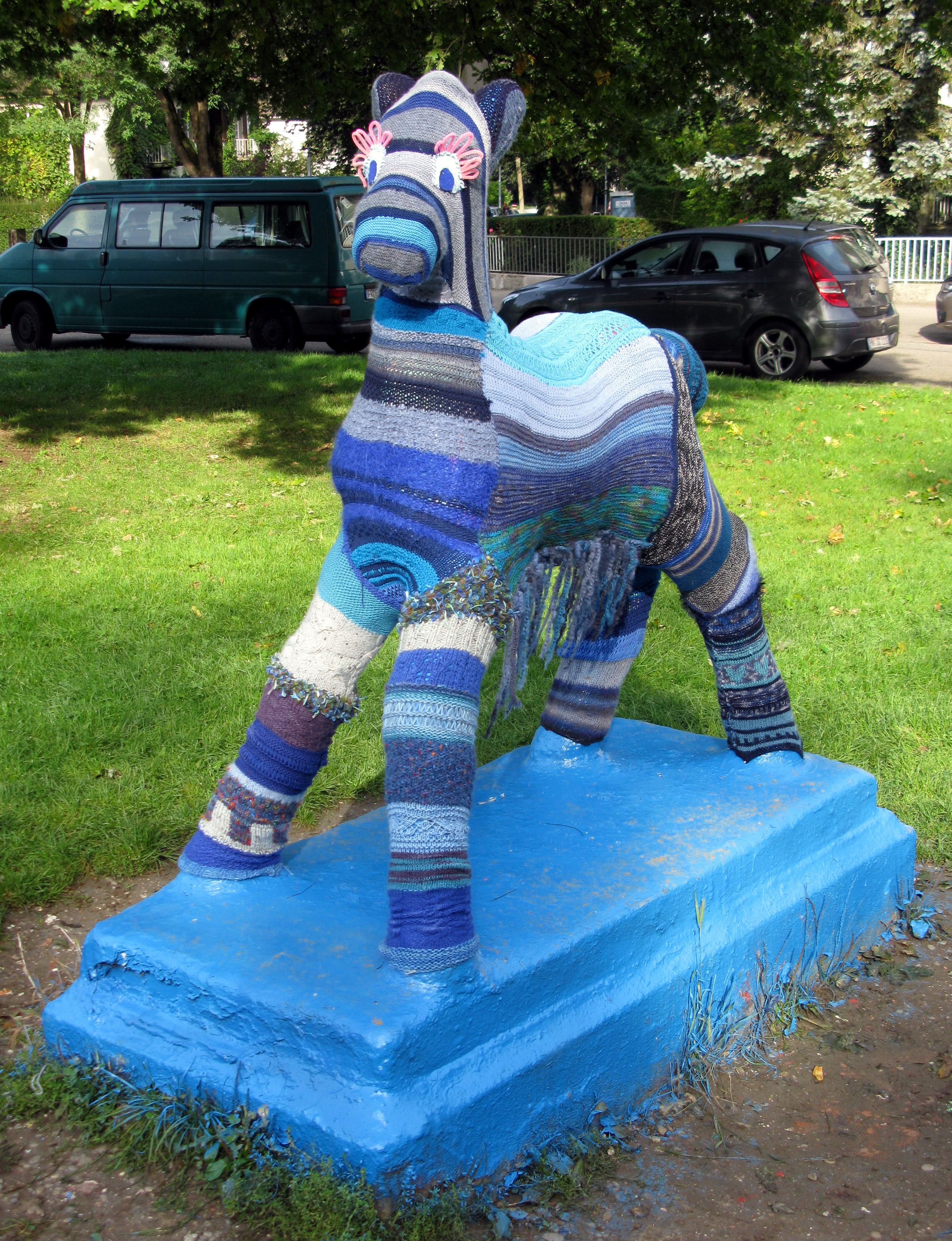
Als Wolbeinpferd, 2013
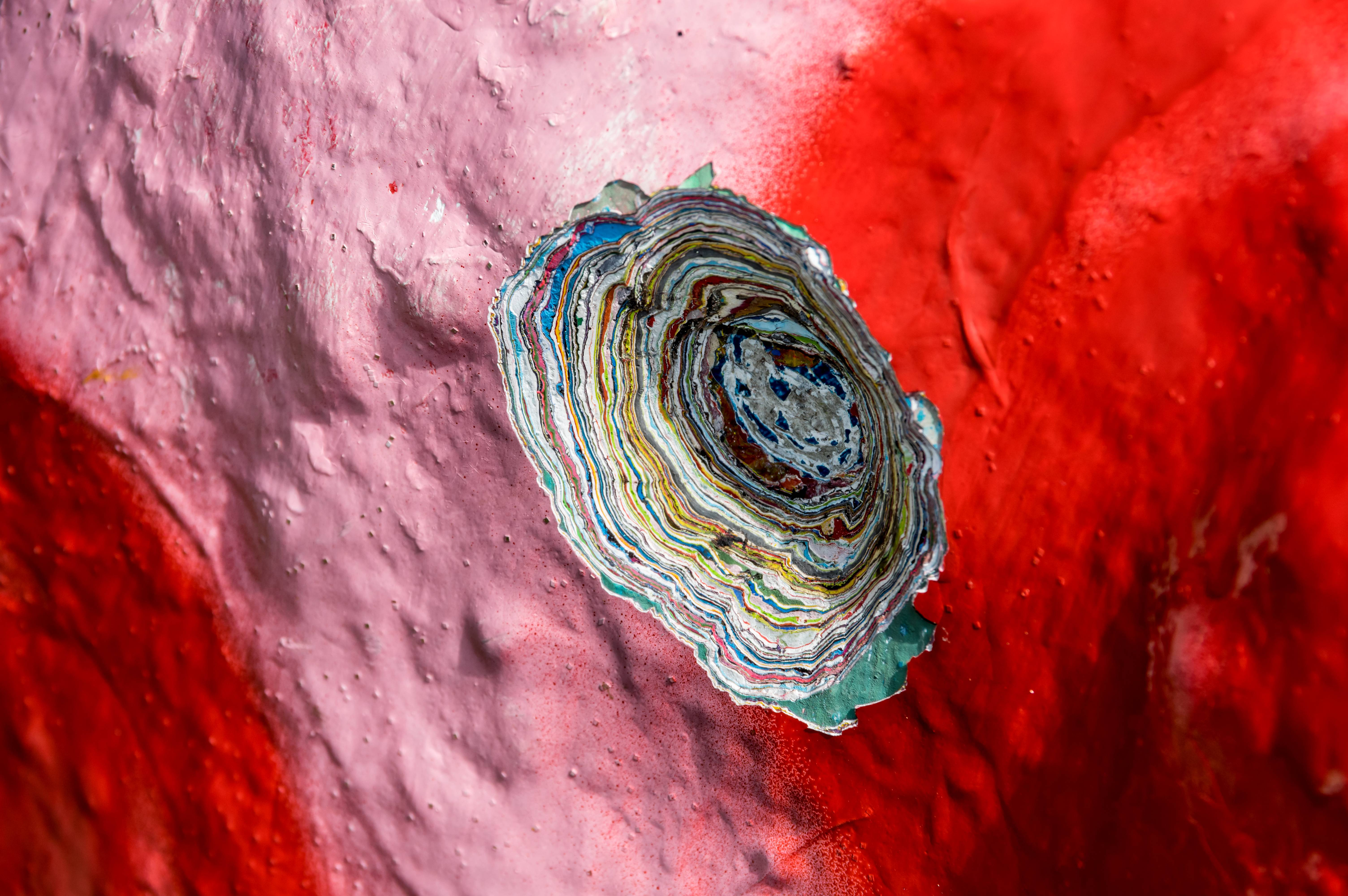
Ca 120 verflagen in 2015
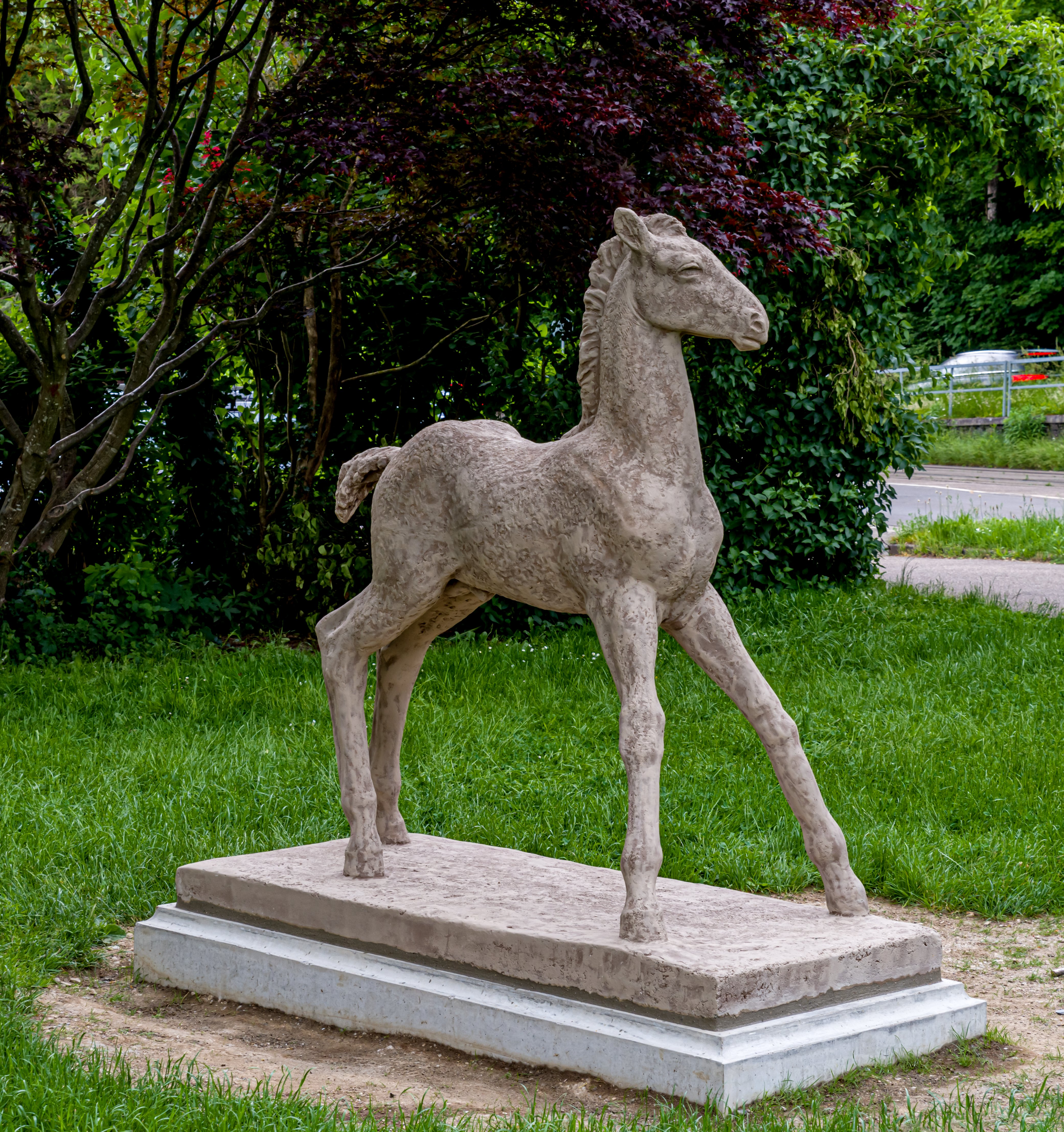
Na restauratie in 2019